# Doren
Doren Ausztria Vorarlberg tartományában, Bregenzi járásban, a Bregenzerwald területén elhelyezkedő, kelet-nyugati irányban kissé elnyúlt, 1014 lakosú település.

## Földrajza
Északról Sulzberg, délkeletről részben a Weißach folyó, részben Krumbach település határolja. Délen Langeneggel, délnyugaton Alberschwendével, északnyugaton pedig Langen bei Bregenz-cel határos. Területén három folyó található: a már említett Weißach, a Bregenzer Ach és a Rotach. A település meghatározó része a déli és délkeleti tájolású lejtőkön fekszik, a település központját (templom, fogadók, bankfiók) leszámítva laza szerkezetű, elszórt házcsoportokból áll. A domborzata változatos, a 960 m magasságú Haldenhöhétől egészen a folyótorkolat 460 m tszf. magasságáig húzódik szét.

## Geológiája
A területe legnagyobb része a Molassz-zónába esik. Lejtőinek északabbi, magasabban fekvő részei tipikusan a Kojeni Formáció, illetve a Weißach Formáció képződményeiből állnak, míg a déli és délkeleti oldalakat würm korú moréna fedi. A település területén több kisebb és egy nagy, immár épületeket is veszélyeztető csuszamlás van. Utóbbi aktív időszakaiban rendszeresen kerül be a médiába.

## A doreni földcsuszamlás

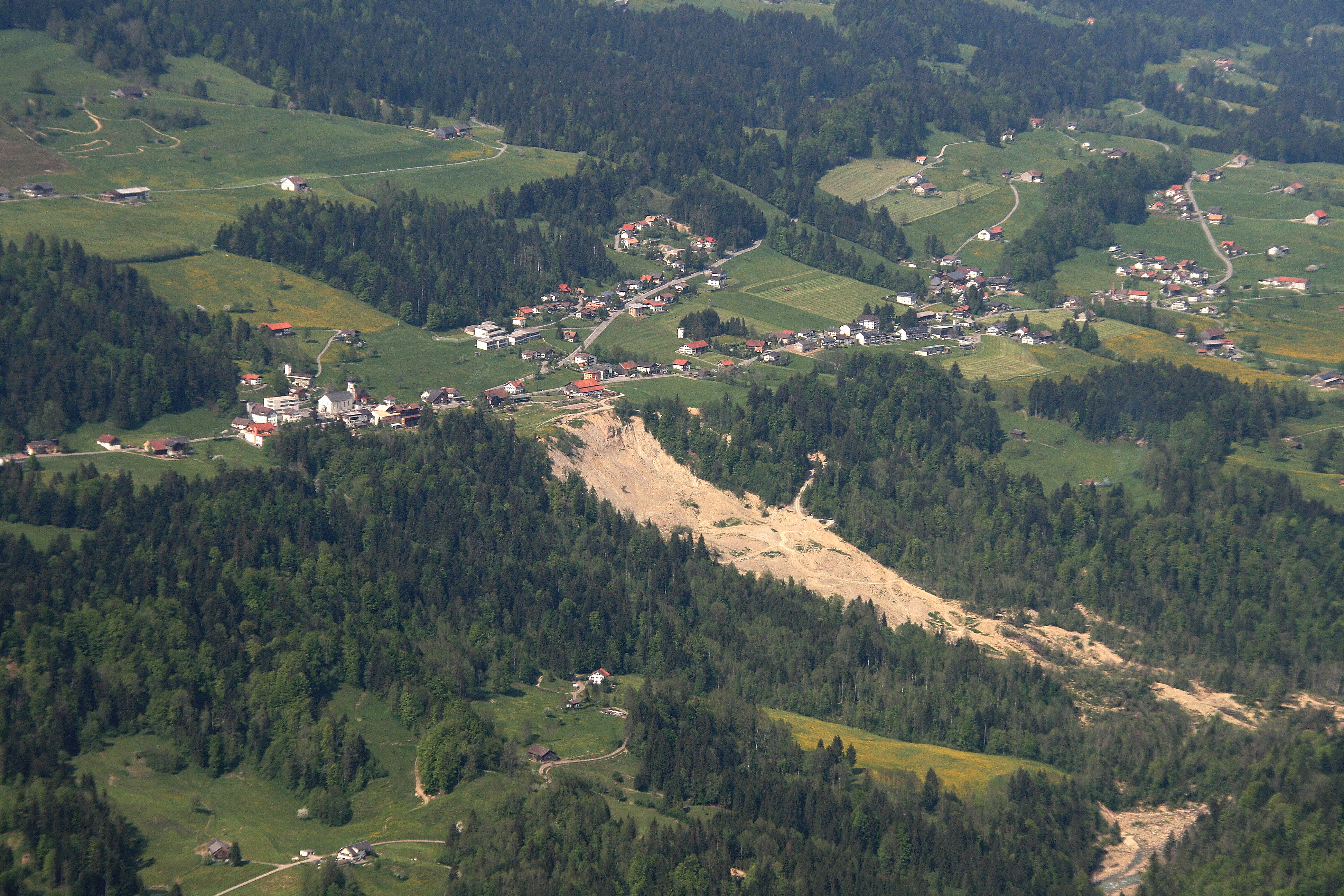
A doreni földcsuszamlás madártávlatból

A község központi részén, a sulzbergi elágazástól csak néhány száz méterre délre található a doreni földcsuszamlás, amely a vonatkozó kutatások szerint már csaknem kétszáz éve bizonyíthatóan létezik, mivel a Habsburg Birodalom ún. katonai felméréseinek térképein is fel van tüntetve. A jelenség légifotókon és műholdfelvételeken is jól nyomonkövethető.
Noha a talaj és a felső rétegek kimutathatóan állandó mozgásban vannak, a csuszamlás legutóbbi érdemi aktív, nagyobb tömegeket gyorsabban megmozgató fázisa 2007-ben volt.